# Calangianus
Calangianus (galurski: Caragnàni, sardinski: Calanzànos) je grad i općina (comune) u pokrajini Sassariju u regiji Sardiniji, Italija. Nalazi se na nadmorskoj visini od 518 metara i ima 4 121 stanovnika.
 Prostire se na 126,35 km2. Gustoća naseljenosti je 33 st/km2.
Susjedne općine su: Berchidda, Luras, Monti, Sant'Antonio di Gallura, Telti i Tempio Pausania.